# دیگو کوچن
دیگو کوچن (انگلیسی: Diego Kochen؛ زادهٔ ۱۹ مارس ۲۰۰۶) ورزشکار فوتبال اهل ایالات متحده آمریکا است که در حال حاضر برای باشگاه فوتبال بارسلونا اتلتیک در پست دروازه‌بان بازی می‌کند. 
وی همچنین در تیم‌های ملی فوتبال زیر ۱۶ سال و زیر ۱۷ سال ایالات متحده آمریکا بازی کرده است.